# Aバス

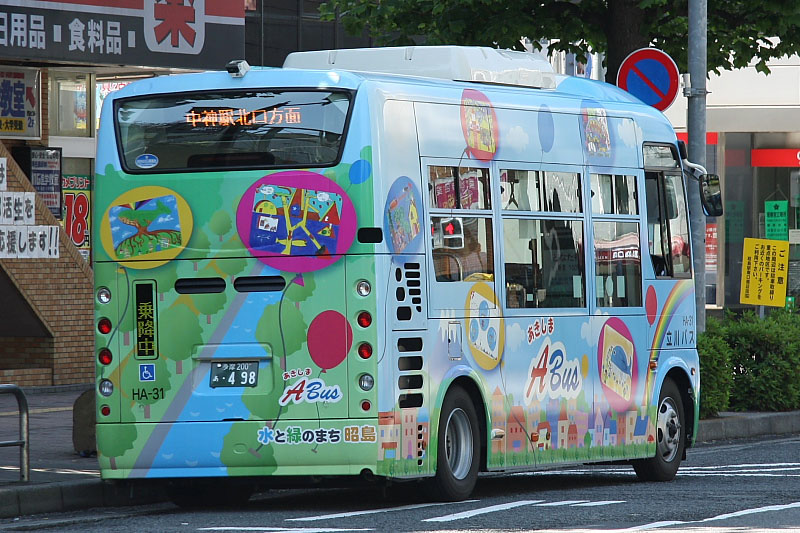
上記車両の後部 (HA31、現F31)

Aバス（エーバス）は、東京都昭島市が運営するコミュニティバス。
2001年（平成13年）12月1日に開業し、市内のJR青梅線昭島駅・中神駅・東中神駅を起終点として市役所や公共施設などを結んでいる。2016年には拝島駅への乗り入れを開始した。運行開始時より立川バスに委託され、同社の拝島営業所により運行されてきたが、2018年7月1日より福生営業所の開設に伴い移管されている。

## 運行内容
毎日運行され、運賃は100円均一（後払い）で未就学児は無料となる。車内では300円の一日乗車券（4ルート共通）と11枚綴りで1000円の回数券を発売しているが、定期券の設定は無い。また、東京都シルバーパスや交通系ICカード（PASMO・Suica）は使用できない。
2024年（令和6年）4月の時点では「東ルート」「西ルート」「北ルート」「中央ルート」の4路線が運行され、全路線が昭島駅南口を発着し、昭島駅と保健福祉センター（別称「あいぽっく」）の間を経由する。この他にも高齢者センターなどの市の主要施設に立ち寄る経路が採用されており、一部便を除いて昭島駅を跨いだ乗車も可能である。
突然の雨の時に助かる「置き傘サービス」を実施していたが、2023年（令和5年）11月の時点でサービスは行われていない。

## 現行経路
拝島駅周辺の再開発事業によって、2016年（平成28年）3月に拝島駅南口駅前広場が整備完了、同年3月26日にバスロータリーの使用が開始された。これに合わせて停留所の位置が変更となり、同年4月1日から西ルートが拝島駅の乗り入れを開始した。
2001年（平成13年）12月1日の開業当初は「東ルート」「西ルート」のみで、2008年（平成20年）5月10日に「北ルート」の運行を開始した。2020年（令和2年）12月16日から「中央ルート」の運行を開始して現在に至る。

### 東ルート

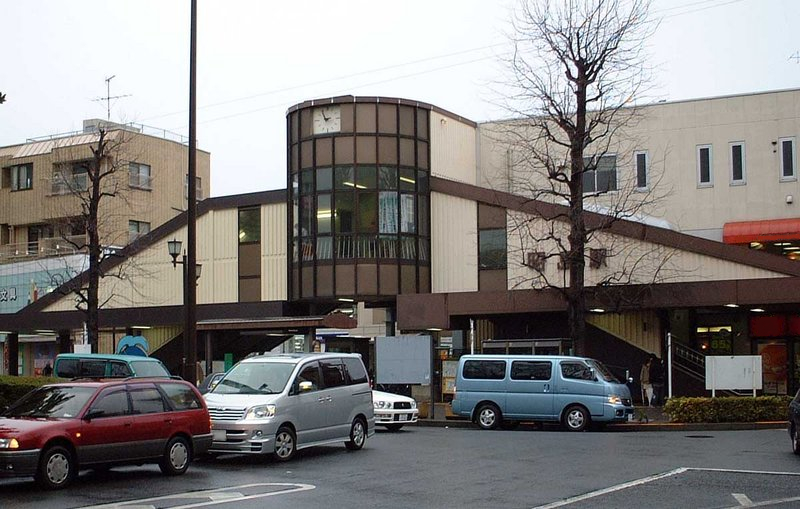
昭島駅南口 (2005年1月)

- 昭島駅南口 → 保健福祉センター → 中神駅 → 多摩大橋北詰 → 新道福島 → 昭島団地南 → 福島 → 竹口病院 → 東中神駅 → 中神駅 →  保健福祉センター → 昭島駅南口 → 昭島郵便局 → 昭島駅南口
- 昭島駅南口 → 保健福祉センター → 中神駅 → 多摩大橋北詰 → 新道福島 → 昭島団地南 → 福島 → 昭島市役所 → 昭島団地南 → 福島 → 竹口病院 → 東中神駅 → 中神駅 →  保健福祉センター → 昭島駅南口 → 昭島郵便局 → 昭島駅南口
- 昭島駅南口 → 保健福祉センター → 中神駅 → 多摩大橋北詰 → 新道福島 → 昭島団地南 → 福島 → 東中神駅

東ルートは1日9便が運行され、そのうち昭島市役所経由は午前と午後に1便ずつの合計2便が設定されている。昭島市役所経由便は昭島団地南、福島を経由してから新奥多摩街道を経由して昭島市役所に立ち寄り、再び循環部に入って東中神駅へ向かうため、所要時間が市役所非経由便より約40分ほどかかる。昭島駅付近では保健福祉センターから一度昭島駅南口を経由し、その先の昭島郵便局を経由して昭島駅南口へ戻る。
昭島駅南口発の最終便は昭島市役所非経由の東中神駅止まりとなるが、この便のみ竹口病院を経由せず、東中神駅到着後は回送で入庫する。
年末年始期間中などの保健福祉センター休館日は構内が閉鎖されるため停留所が使用できず、一般路線の立81（立川駅北口 - 昭島駅南口）が使用する江戸街道上の停留所を発着する。

### 西ルート

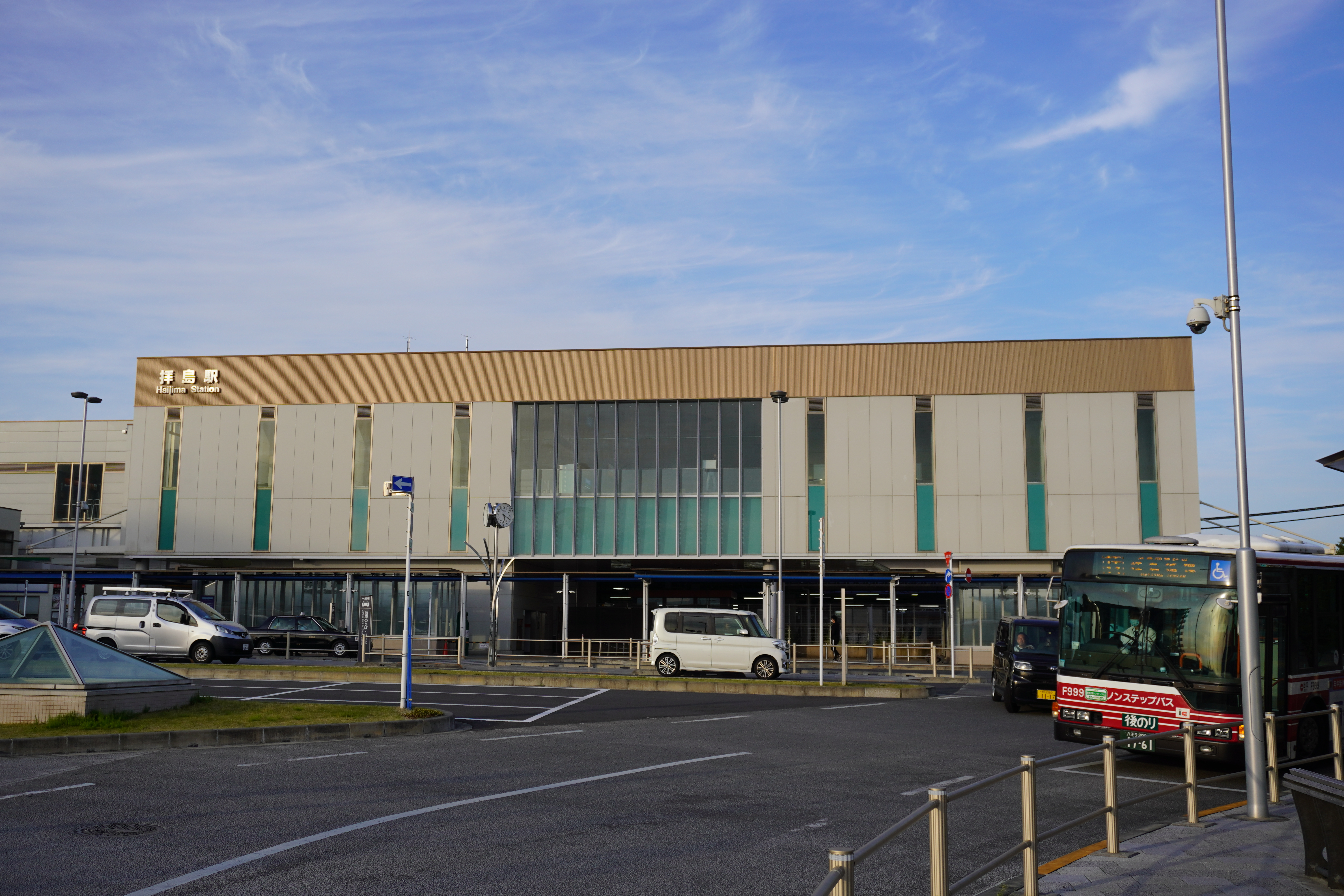
拝島駅南口 (2021年4月)

- 昭島駅南口 → 八高線ガード西 → 徳洲会病院前 → 拝島駅 → 緑町四丁目 → 拝島会館前 → 下林 → 拝島中学校 → 八高線ガード西 → 昭島駅南口 → 保健福祉センター → 昭島駅南口
- 昭島駅南口 → 八高線ガード西 → 徳洲会病院前 → 拝島駅 → 緑町四丁目 → 拝島会館前 → 下林 → 昭島市役所 → 拝島中学校 → 八高線ガード西 → 昭島駅南口 → 保健福祉センター → 昭島駅南口

昭島駅から西部の拝島駅周辺を反時計回りに循環運行する路線で、1日13便が運行される。日中時間帯の7便は昭島市役所経由で運行される。2016年（平成28年）4月1日に拝島駅への乗り入れが開始され、拝島駅南口ロータリーにAバス専用の停留所が設置されたが、福生営業所が開設された2018年（平成30年）以降は立川バスの一般路線と共用となっている。
保健福祉センター休館日は構内が閉鎖されるため停留所が使用できず、運行経路末尾の昭島駅南口 - 保健福祉センター間が運休となる。

### 北ルート

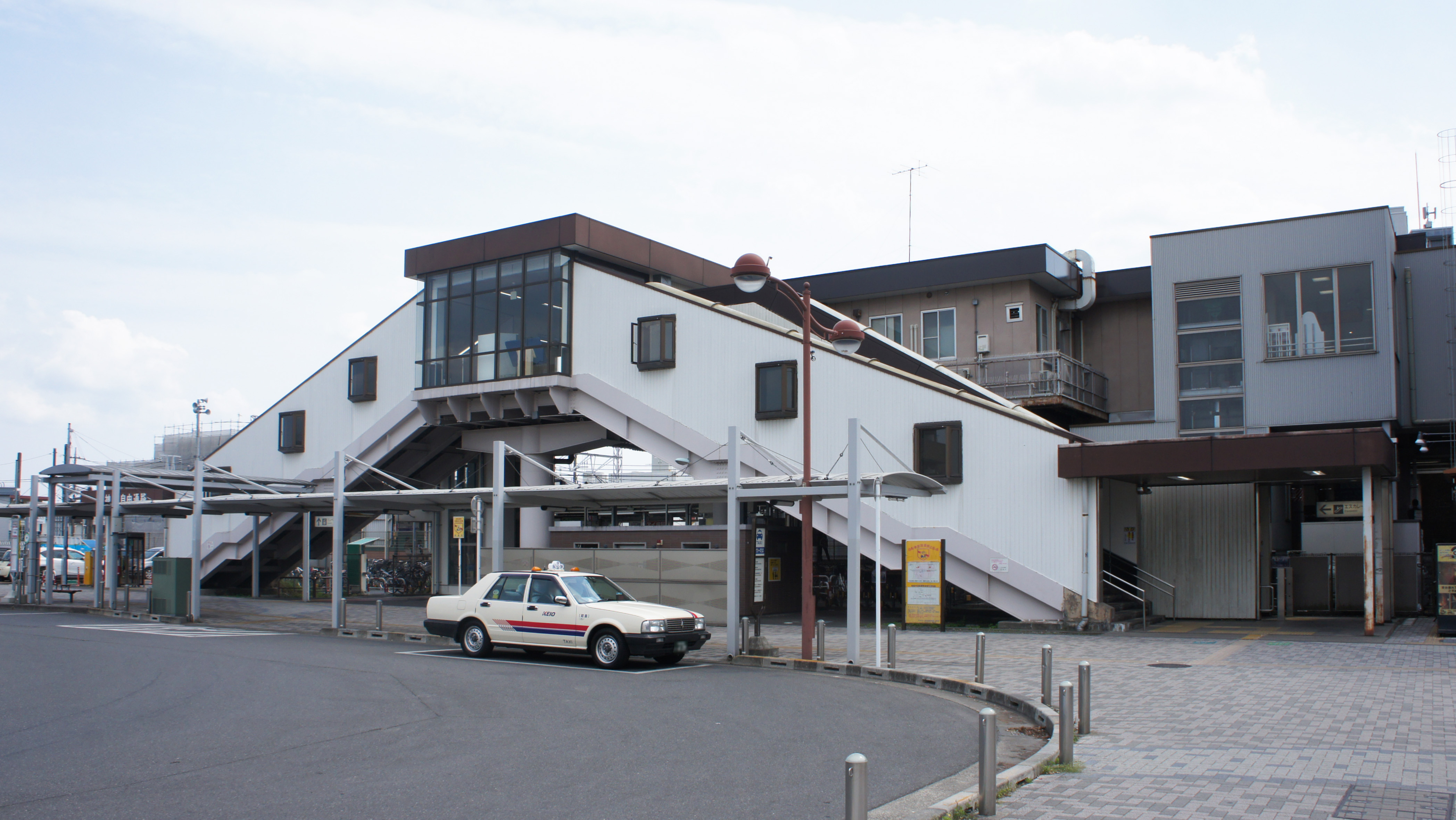
中神駅北口 (2021年4月)

- 昭島駅南口 → 保健福祉センター → アキシマエンシス → 中神駅北口 → 昭島病院前 → 日本航空電子工業 → うしお病院 → 昭和の杜病院 → 中神駅北口 → 保健福祉センター → 昭島駅南口
- 昭島駅南口 → 保健福祉センター → アキシマエンシス → 中神駅北口
- 中神駅北口 → 昭島病院前 → 日本航空電子工業 → 昭和の杜病院 → 中神駅北口
- 中神駅北口 → 保健福祉センター → 昭島駅南口

昭島駅から中神駅を経由し、北部の日本航空電子工業方面へ向かう路線群で、1日合計7便が運行される。日中時間帯の4便がうしお病院経由の全線通し運行となる他は、中神駅発着の区間便となる。中神駅から日本航空電子工業方面へ向かう路線も含むがこちらは昭島病院を経由する遠回りのため、経路上では2021年（令和3年）3月16日に新設された一般路線の中01・02（中神駅北口 - 日本航空電子工業 - 西武立川駅南口 - 昭島駅南口）が平日のみ運行され、こちらの方が早く到着する。
年末年始期間中などの保健福祉センター休館日は構内が閉鎖されるため停留所が使用できず、一般路線の立81（立川駅北口 - 昭島駅南口）が使用する江戸街道上の停留所を発着する。

### 中央ルート
- 昭島駅南口 → 堀向 → エコパーク → クリエールヤマナカ → 美堀町四丁目 → 昭島駅南口 → 保健福祉センター → 清泉中学 → 経塚下 → 昭島市役所 → 経塚下 → 保健福祉センター → 昭島駅南口
- 昭島駅南口 → 堀向 → エコパーク → クリエールヤマナカ → 美堀町四丁目 → 昭島駅南口 → 保健福祉センター → 清泉中学 → 経塚下 → 保健福祉センター → 昭島駅南口

2020年（令和2年）12月16日に立81（立川駅 - 福島 - 清泉中学 - 昭島駅）として運行されてきた一部区間と東ルートの昭島駅 - 堀向間を分離・独立させたもので、日中時間帯のみ8便が運行される。昭島駅始発便から昭島市役所経由便として運行され、非経由便と交互に運行される。
年末年始期間中などの保健福祉センター休館日は構内が閉鎖されるため停留所が使用できず、一般路線の立81（立川駅北口 - 昭島駅南口）が使用する江戸街道上の停留所を発着する。

## 過去の経路

### 東ルート旧経路
- 昭島駅南口 -（←松原高齢者センター）- 保健福祉センター - 中神駅 - 和田橋交差点 -（←玉川小学校 / 新道福島→）- 東中神駅

2012年（平成24年）7月まで運行されていた経路で、1時間30分間隔で東中神駅方面が7便、昭島駅方面が8便設定されていた。新道福島付近は往復とも左回りの同一順序で停車しており、復路は一度昭島駅南口を経由して松原高齢者センターへ立ち寄ってから昭島駅へ戻っていた。
- 昭島駅南口 → 保健福祉センター → 中神駅 → 和田橋交差点 → 新道福島 → 東中神駅 → 中神駅 → 保健福祉センター → 昭島駅南口 → 昭島郵便局 → 堀向 → 美堀町四丁目 → 松原高齢者センター → 昭島駅南口
- 昭島駅南口 → 保健福祉センター → 中神駅 → 和田橋交差点 → 新道福島 → 東中神駅

2020年12月までの経路は現在の「中央ルート」が運行される堀向付近を経由していた。堀向周辺は昭島市の北西部に位置するが「東ルート」の区間となっていた。同年に上記のルートの一部を見直す案が昭島市都市整備部交通対策課交通安全係で作成され、同年4月8日から5月29日17時まで市民によるパブリックコメントを募集していた。その結果、堀向付近を「新ルート」に分離し、東中神駅付近の経路を竹口病院経由へ経路変更、新奥多摩街道を経由しての昭島市役所経由化の現行経路へ変更するに至った。

### 西ルート旧経路
- 昭島駅南口 → 八高線ガード西 → 徳洲会病院前 → 緑町四丁目 → 拝島会館前 → 下林 → 拝島中学校 → 八高線ガード西 → 昭島駅南口 → 保健福祉センター → 昭島駅南口
- 昭島駅南口 → 八高線ガード西 → 徳洲会病院前 → 緑町四丁目 → 拝島会館前 → 下林 → 栗の沢 → 昭島市役所 → 拝島中学校 → 八高線ガード西 → 昭島駅南口 → 保健福祉センター → 昭島駅南口

2016年（平成28年）に拝島駅南口ロータリーの供用開始によって拝島駅への乗り入れが開始され、経路変更が実施された。

### 北ルート旧経路
- 中神駅北口 → 昭島病院 → 保健福祉センター → 昭島駅南口 → 堀向 → 美堀町四丁目 → 昭島駅南口 → 保健福祉センター → 中神駅北口 → うしお病院 → 中神駅北口
- 中神駅北口 → 昭島病院 → 保健福祉センター → 昭島駅南口

2012年（平成24年）7月までは中神駅を起点として昭島駅・中神駅を2度ずつ経由する複雑な経路となっていたが、120分間隔で1日7便と利用しにくい状況だった。
- 昭島駅南口 → 保健福祉センター → 中神駅北口 → 昭島病院 → 日本航空電子工業 → うしお病院 → 中神駅北口 → 保健福祉センター → 昭島駅南口

東ルートと同様に2020年（令和2年）に経路の一部を見直す案が昭島市都市整備部交通対策課交通安全係で作成され、「昭和の杜病院」停留所の新設とアキシマエンシス経由への経路変更が実施された。

## 車両
2008年（平成20年）5月10日のダイヤ改正に合わせ、使用車両のデザインも昭島市の森をイメージした緑色から、市内の小学生が描いた水色の新ラッピングへ変更された。2018年（平成30年）7月の拝島営業所廃止によって福生営業所へ移管され、車両に記される社番の営業所記号も「HA」から「F」に変更されている。

### 現行車両

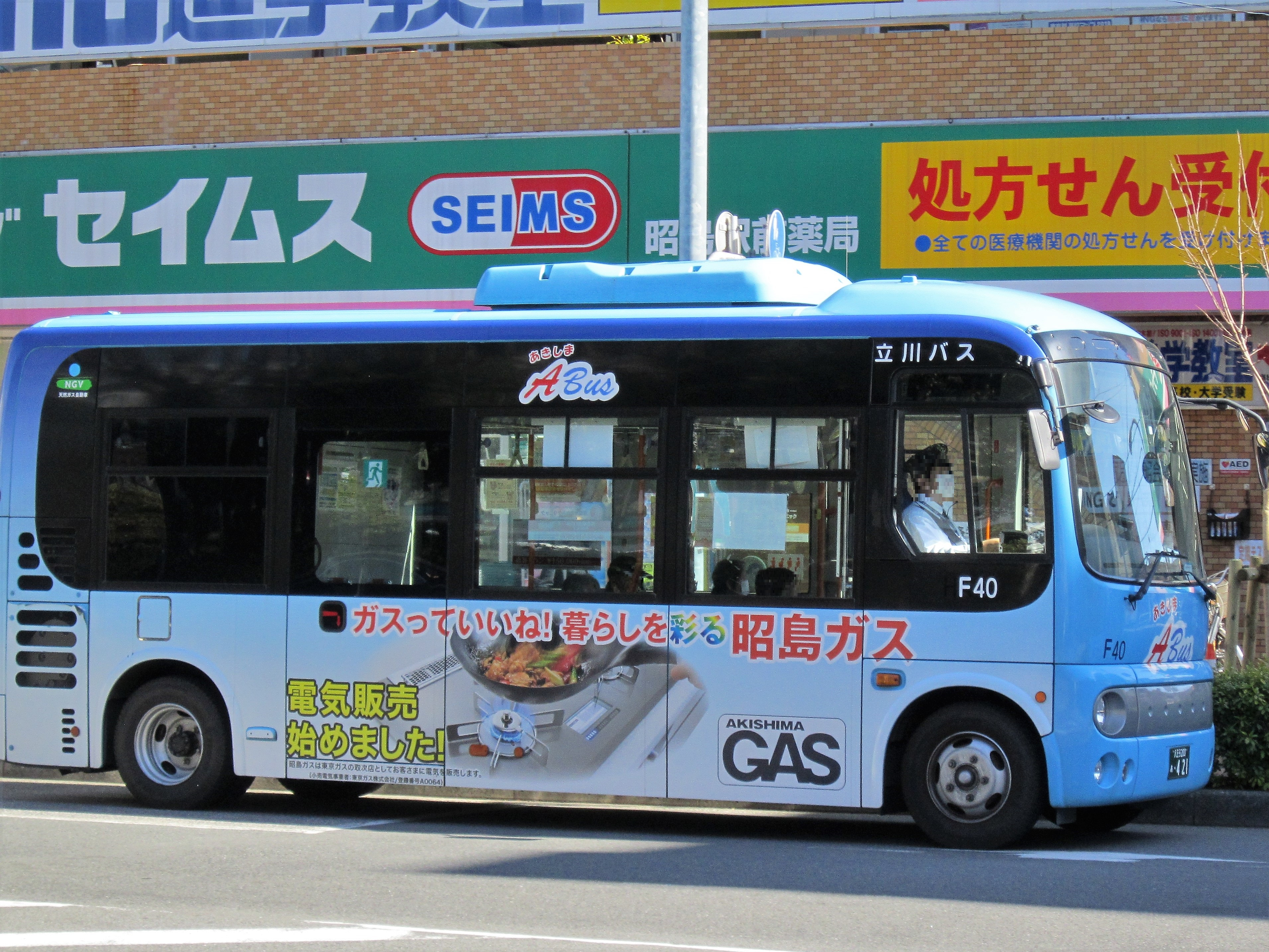
現行車両の日野・ポンチョ (F40)

- 日野・ポンチョ（二代目、ショートボディ）

主に「北ルート」「中央ルート」で使用される車両で、24人乗りのノンステップバスである。2008年（平成20年）5月10日の「北ルート」開業時に新ラッピングでの導入となり（HA31号車）、現在は路線移管と共に福生営業所へ転属して「F31号車」となっている。座席はいわゆる三方シートとなっている。
2020年の「中央ルート」開業に合わせて1台が増備された（F50号車）。前述のF31号車とは異なる新ラッピングとなっているが、この車両は昭島市出身の実業家による寄贈で導入されており、車体後方には実業家の実名入りで寄贈された車両である旨が表記されている。座席は全て前向きで固定されている。
- 日野・ポンチョ（二代目、1ドアロングボディ）

主に「東ルート」「西ルート」で使用されるCNG改造車で、29人乗りのノンステップバスである。初代車両（三菱ふそう・ローザ）の代替としてHA39号車が2012年（平成24年）、HA40号車が2013年（平成25年）に登場した。両車とも前述のF31号車と同様に路線移管と共に福生営業所へ転属し、「F39号車」「F40号車」となっている。導入当初は水色一色だったが、その後「昭島ガス」のラッピングが施工されている。また、2013年（平成25年）に行われた第68回国民体育大会（多摩国体）開催時には「ゆりーと」のラッピングが施工されていた。
- 三菱ふそう・ローザ（2RG-BE740G）

上記車両の検査時などに使用されるマイクロバスで、初代車両と同様に後部にリフト付きで導入された。車体にはラッピングが無く青一色で行先表示はLED式となり、Aバス全路線で使用可能だが収容力の関係から通常は「北ルート」に優先的に使用され、「中央ルート」「東ルート」での使用歴もある。
- いすゞ・エルガミオ（PA-LR234J1・SKG-LR290J2）

上記車両の故障時に使用される立川バス標準塗装の中型車で、「東ルート」「中央ルート」で使用される。通常は一般路線に使用するためにAバスのマグネットを貼り区別される。使用時は前乗り前降りとなる。

### 過去の車両
| 初代車両の三菱ふそう・ローザ。左が旧塗色、右は新塗装変更後 (HA15) |  | 初代車両の三菱ふそう・ローザ。左が旧塗色、右は新塗装変更後 (HA15) |
| 初代車両の三菱ふそう・ローザ。左が旧塗色、右は新塗装変更後 (HA15) |  |                                                                   |

- 三菱ふそう・ローザ（KK-BE63EG）

Aバスの運行開始と共に導入された前面方向幕付き・29人乗りのマイクロバスで、車両後部に車椅子用リフトが装備された路線仕様での導入となった。「東ルート」「西ルート」用の2台（HA15号車、HA16号車）が登場し、当初は昭島市の森をイメージした緑色での登場だったが、2008年（平成20年）に新ラッピングへ変更された。2012年（平成24年）から翌年にかけて前述の日野・ポンチョに代替されて除籍された。